# Synchlora venustula
Synchlora venustula är en fjärilsart som beskrevs av Paul Dognin 1910. Synchlora venustula ingår i släktet Synchlora och familjen mätare. Inga underarter finns listade i Catalogue of Life.